# Puerta de San José
Puerta de San José è una città argentina del dipartimento di Belén, nella provincia di Catamarca.